# Wainimala River
Wainimala River är ett vattendrag i Fiji.   Det ligger i divisionen Centrala divisionen, i den centrala delen av landet, 40 km norr om huvudstaden Suva. Wainimala River ligger på ön Viti Levu.